# Universität für Landwirtschaft und Technologie Tokio

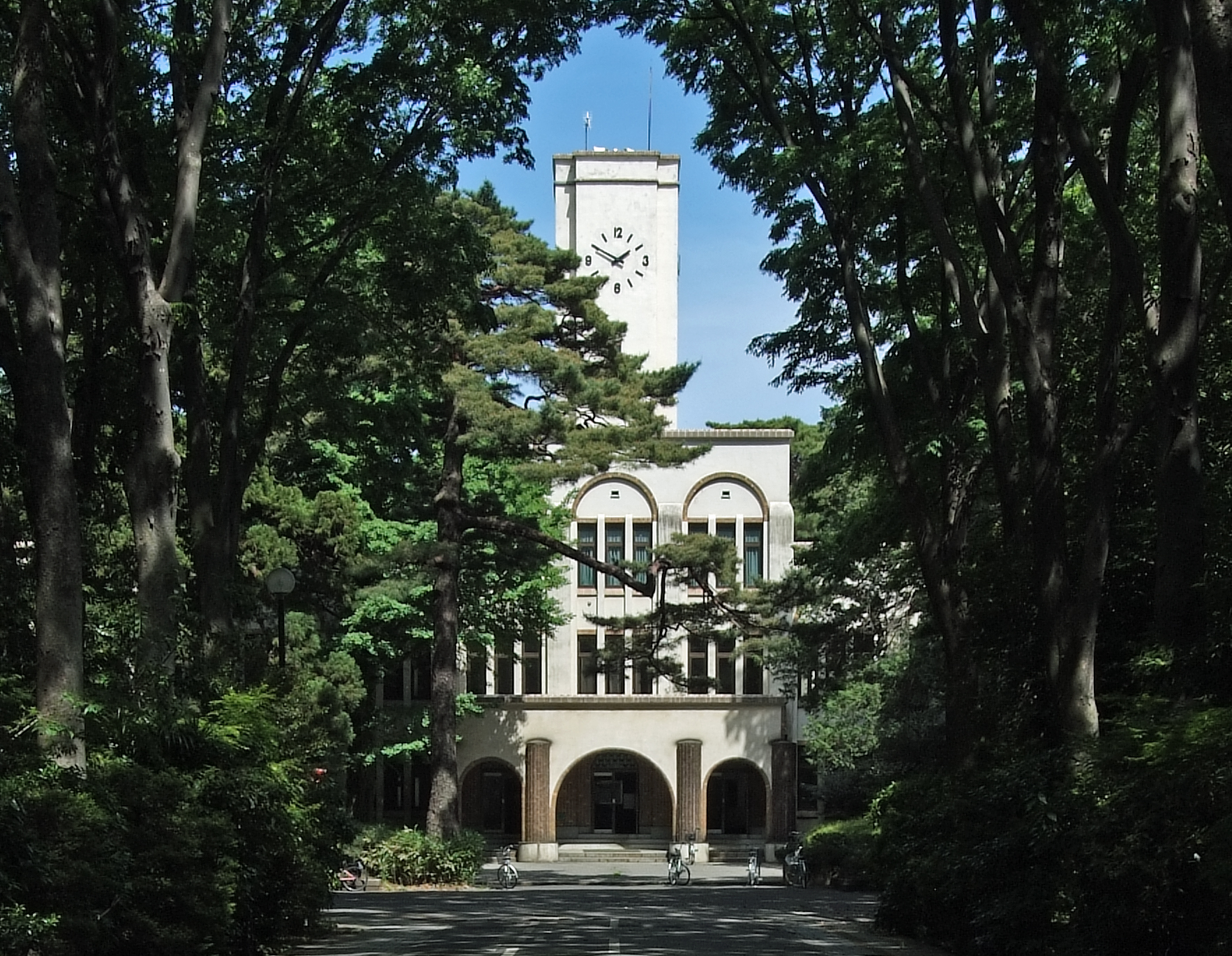
Fuchū-Campus (Fakultät für Agrarwissenschaft)

Die Universität für Landwirtschaft und Technologie Tokio (jap. 東京農工大学, Tōkyō nōkō daigaku; engl. Tokyo University of Agriculture and Technology, kurz: Nōkōdai (農工大) oder TUAT) ist eine staatliche Universität in Japan. Der Hauptcampus liegt in Fuchū in der Präfektur Tokio.

## Geschichte
Die Universität wurde 1949 durch den Zusammenschluss der zwei staatlichen Fachhochschulen gegründet. Die zwei waren die Land- und Forstwirtschaftsfachschule Tokio (東京農林専門学校, Tōkyō nōrin semmon gakkō, im heutigen Fuchū-Campus) und die Faserfachschule Tokio (東京繊維専門学校, Tōkyō sen’i semmon gakkō, im heutigen Koganei-Campus).

### Land- und Forstwirtschaftsfachschule Tokio
Die Fachhochschule hat die gemeinsamen Ursprünge mit der Agrarwissenschaftlichen Fakultät der Universität Tokio und der Universität Tsukuba. 1874 gründete das japanische Ministerium für Innere Angelegenheiten (Naimu-shō) die Landwirtschaftliche Lehranstalt (農事修学場, Nōji shūgaku-jō; heute: Teil vom Shinjuku Gyoen). Sie zog 1878 nach Komaba, Meguro um (35° 39′ 35,2″ N, 139° 41′ 1,1″ O) und wurde zur Landwirtschaftsschule Komaba (駒場農学校, Komaba nōgakkō), an der ab 1881 Oskar Kellner lehrte. 1886 wurden sie und die Forstwirtschaftsschule Tokio zur Land- und Forstwirtschaftsschule Tokio zusammengelegt. Die Schule bestand aus Hauptstudiengängen (Abteilungen für Landwirtschaft, Forstwirtschaft, Veterinärmedizin), Vorbereitungskurs und Schnellkursen (速成科).
1890 wurde die Schule zum College für Agrarwissenschaft der Kaiserlichen Universität (帝国大学農科大学, Teikoku daigaku nōka daigaku. 1897 wurde die Universität in Kaiserliche Universität Tokio umbenannt; 1919 wurde das Nōka Daigaku in Nō-Gakubu [Fakultät für Agrarwissenschaft] umbenannt). Frühere Kurzkurse dauerten als Zweite Abteilung (乙科, Otsuka) des Colleges. 1898 wurde die Zweite Abteilung in Abteilung der Praktischen Anwendung (実科, Jikka) umbenannt.
1935 entwickelte sich die Abteilung der Praktischen Anwendung zur Höheren Land- und Forstwirtschaftsschule Tokio (東京高等農林学校, Tōkyō kōtō nōrin gakkō), und ihr neuer Campus wurde in Fuchū eröffnet (heutiger Fuchū-Campus). Im gleichen Jahr zog die Hauptabteilung der Agrarfakultät der Kaiserlichen Universität Tokio in den heutigen Hongō-Campus um. Nur der Kurs zur Landwirtschaftslehrerausbildung blieb in Komaba und wurde 1937 in Fachschule für Landwirtschaftspädagogik Tokio umbenannt (siehe Universität Tsukuba).
1944 wurde die Höhere Land- und Forstwirtschaftsschule in Land- und Forstwirtschaftsfachschule Tokio umbenannt. Sie war der Vorgänger der Fakultät für Agrarwissenschaft der TUAT.

### Faserfachschule Tokio

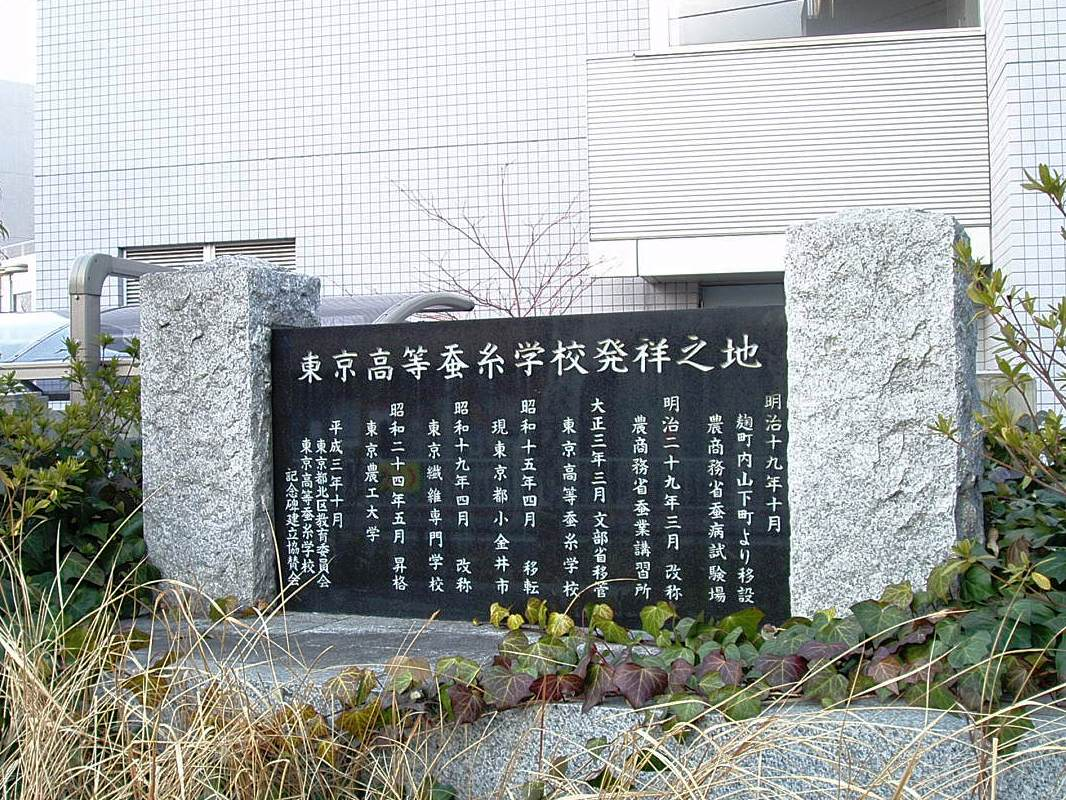
Gedenkstein am Gründungsort der Höheren Seidenbauschule Tokio in Nishigahara, Kita (Tokio)

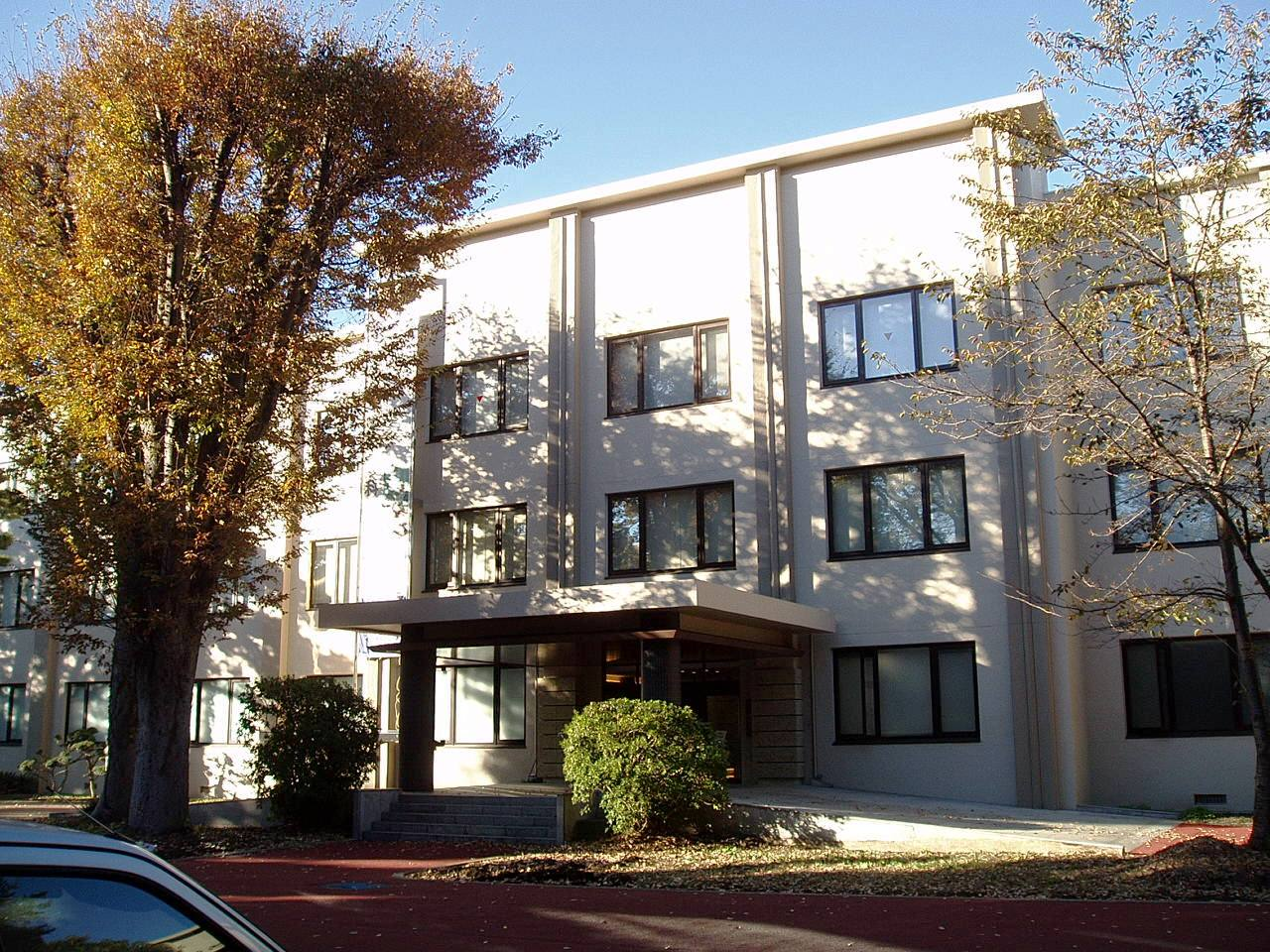
Museum für Naturwissenschaften im Koganei-Campus, erbaut 1937 als Hauptgebäude der Höheren Seidenbauschule Tokio

Gegründet wurde die Fachhochschule 1874 als Sektion für Seidenbauversuch (蚕業試験掛, sangyō shiken kakari) im Naitō-Shinjuku-Zweigbetrieb der Abteilung für Industrieförderung des Naimu-shōs (内務省勧業寮内藤新宿出張所, Naimu-shō kangyō-ryō Naitō-Shinjuku shutchō-jo; heute: Teil vom Shinjuku Gyoen). 1879 wurde die Sektion geschlossen und 1884 wiederaufgebaut, als Versuchsanstalt für Seidenraupen-Krankheiten des Nōshōmu-shōs (農商務省蚕病試験場, Nōshōmu-shō sambyō shiken-jō; heute: Sitz vom Imperial Hotel in Chiyoda). 1886 zog die Versuchsanstalt nach Nishigahara, Kita um (35° 44′ 42″ N, 139° 44′ 36,6″ O). 1896 wurde sie in Lehranstalt für Seidenbau umbenannt, und 1899 dann in Lehranstalt für Seidenbau Tokio (東京蚕業講習所, Tōkyō sangyō kōshū-jo), denn die zweite Lehranstalt wurde in Kyōto gegründet (siehe Technische Universität Kyōto).
Umbenannt wurde die Lehranstalt 1914 in Höhere Seidenbauschule Tokio (東京高等蚕糸学校, Tōkyō kōtō sanshi gakkō; engl. Tokyo Imperial College of Sericulture). 1940 wurde der heutige Koganei-Campus neu eröffnet, und die Fachhochschule zog in den Campus um. 1944 wurde sie in Faserfachschule Tokio umbenannt. Sie war, neben Kyōto und Ueda, eine der drei staatlichen Faserfachschulen in Japan und der Vorgänger der Fakultät für Faserwissenschaften der TUAT.

### Universität für Landwirtschaft und Technologie Tokio
Die Universität wurde mit zwei Fakultäten für Agrar- und Faserwissenschaften eröffnet. 1962 wurde die Fakultät für Faserwissenschaften zur Technischen Fakultät verändert. 1965 gründete die Universität die Graduate School (Masterstudiengänge) und seit 1985 gibt es „Doktorkurse“.

## Fakultäten
- Fuchū-Campus (in Fuchū, Präfektur Tokio. 35° 41′ 4″ N, 139° 28′ 52,4″ O)
  - Fakultät für Agrarwissenschaft
- Koganei-Campus (in Koganei, Präfektur Tokio. 35° 41′ 54,2″ N, 139° 31′ 5″ O)
  - Fakultät für Ingenieurwissenschaften